# Galeria dos Estados

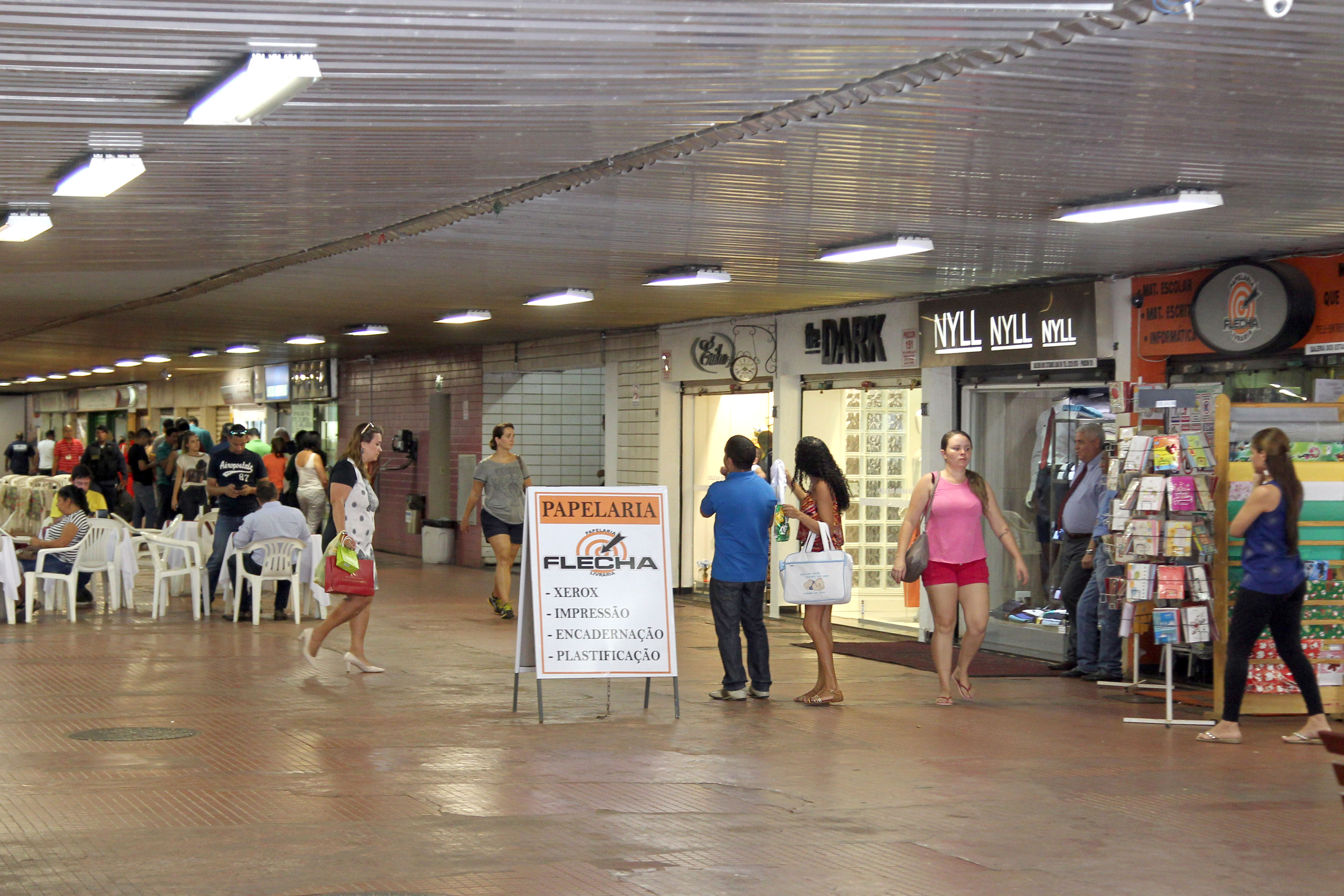
Interior da Galeria dos Estados, em 2016.

A Galeria dos Estados é um tradicional centro comercial situado em Brasília, no Distrito Federal. Está instalada ao longo de passagens subterrâneas que unem o Setor Comercial Sul (SCS) com o Setor Bancário Sul (SBS), sob o Eixo Rodoviário de Brasília. É um dos principais pontos de comércio da região central de Brasília, além de servir de passagem para pedestres.
A galeria dá nome à Estação Galeria do Metrô do Distrito Federal, a qual possui um acesso no interior do centro comercial. Para a inauguração da estação, ocorrida em 31 de março de 2001, a Galeria dos Estados foi submetida a um trabalho de revitalização parcial, com a reforma de sanitários, a troca do material de acabamento e a implantação de um novo acesso pelo SCS, o qual conta com escadas rolantes e fixas e um elevador exclusivo para portadores de deficiência.